# Boetiek

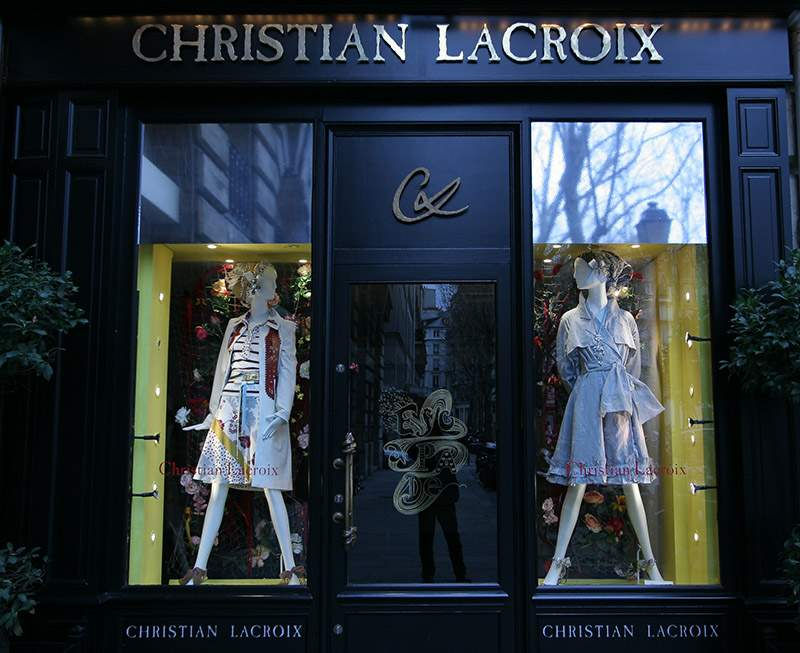
Een boetiek van Christian Lacroix

Een boetiek is een kleine winkel die zich specialiseert in producten als merkkleding en sieraden voor de hogere klassen.

## Etymologie
Het woord is afgeleid van het Franse woord voor winkel, boutique, en verscheen al in de 18e eeuw in het Nederlands. Het is echter pas in de tweede helft van de 20e eeuw dat 'boetiek' – in de huidige betekenis – in het Nederlands opduikt, eventueel via het Engels. Carnaby Street en Kings Road in Londen verwierven namelijk in de jaren 60 wereldwijde bekendheid als een 'hippe' winkelstraat, waar zich vooral muziekwinkels en kledingboutiques bevonden. De modeontwerpster Mary Quant was ook gevestigd in Carnaby Street. De straten hadden een grote aantrekkingskracht op met name jongeren in de zogeheten Swinging Sixties. 
De term wordt ook gebruikt in enkele andere sectoren, waaronder de hotelsector. Een boetiekhotel is een luxueus en eigenzinnig hotel dat meestal niet tot een hotelketen behoort. Ook boutique festivals vinden plaats, deze zijn doorgaans kleinschalig en focussen op meer kunstvormen dan alleen muziek.